# Cameron Norrie
Pour les articles homonymes, voir Norrie.
Cameron Norrie, né le 23 août 1995 à Johannesbourg, est un joueur de tennis néo-zélandais devenu Britannique par naturalisation. Il est professionnel depuis 2016.

## Biographie
Fils d'un Écossais et d'une Galloise tous deux microbiologistes de profession, Cameron Norrie est né à Johannesbourg en Afrique du Sud. Trois ans plus tard, la famille s'installe à Auckland en Nouvelle-Zélande. Très bon joueur de cricket, il décide à 15 ans de se consacrer au tennis. Après un succès aux Philippines, il entre dans le top 10 au classement junior en mars 2013.  Fin avril 2013, pour le tournoi Future d'Édimbourg, il décide de prendre la nationalité de ses parents afin de bénéficier de plus d'aides financières. Entre 2014 et 2017, il étudie à la Texas Christian University à Fort Worth et termine à la première place au classement universitaire. Il remporte trois tournois Future en 2015 et 2016 alors qu'il est encore étudiant et atteint la finale du tournoi Challenger d'Aptos.

## Carrière

### 2017-2020. Premières saisons sur le circuit sans réelles fulgurances, intégration du top 100
En 2017, pour sa première saison chez les professionnels, il s'adjuge trois titres Challenger à Binghamton, Tiburon et Stockton. Il fait aussi ses débuts sur le circuit ATP au Queen's où, bénéficiaire d'une invitation, il est battu par Sam Querrey (1-6, 4-6). La semaine suivante à Eastbourne, il écarte Horacio Zeballos (49e) au premier tour (6-4, 7-64), puis s'incline contre Gaël Monfils (3-6, 2-6). Également invité à Wimbledon pour son premier tournoi du Grand Chelem, il perd d'entrée contre Jo-Wilfried Tsonga (3-6, 2-6, 2-6). À l'US Open, il sort des qualifications et profite de l'abandon de Dmitri Toursounov (7-67, 6-1, ab.) pour se hisser au deuxième tour où il est nettement battu par Pablo Carreño Busta (2-6, 4-6, 3-6).
C'est en tant que no 3 britannique qu'il est sélectionné pour le premier tour de la Coupe Davis 2018. Il est désigné joueur no 1 face à l'Espagne en l'absence d'Andy Murray sur blessure et de Kyle Edmund. Il rencontre Roberto Bautista-Agut qu'il bat après avoir perdu les deux premières manches (4-6, 3-6, 6-3, 6-2, 6-2) puis perd contre Albert Ramos-Viñolas en quatre sets.
Classé 49e mondial quand il se présente à Roland-Garros en 2019, il s'incline au premier tour devant le Français 273e mondial Elliot Benchetrit en trois sets (3-6, 0-6, 2-6).

### 2021. Révélation:1ersacre en Masters 1000 à Indian Wells, finaliste au tournoi du Queen's, 6 finales ATP et intégration du top 20

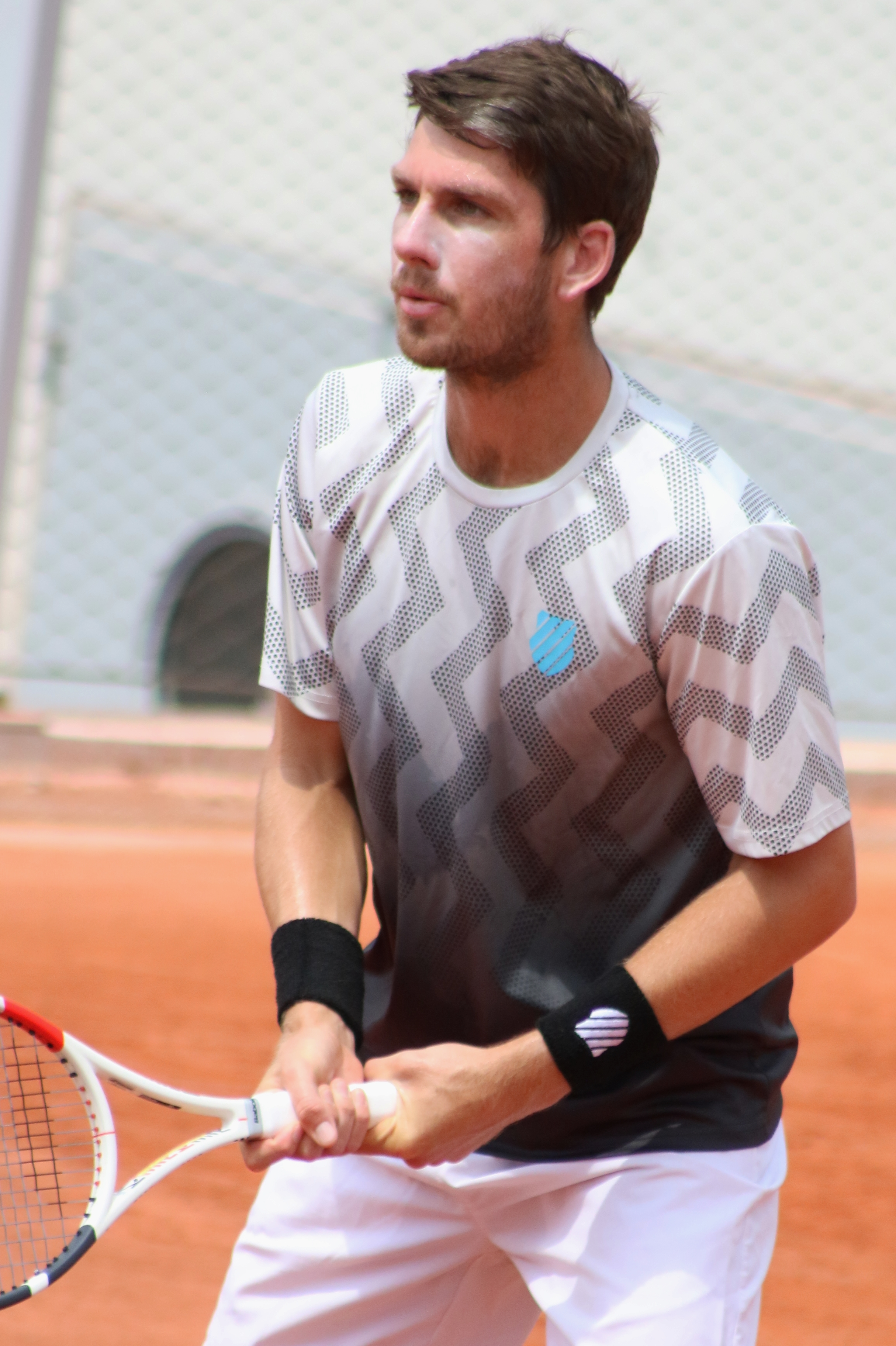
Cameron Norrie à Roland-Garros en 2021.

Cameron Norrie attaque la saison à la 74e place mondiale. Il atteint tout d'abord les demi-finale de Delray Beach en battant Juan Cruz Aragone, Adrian Mannarino et Frances Tiafoe. Il s'incline contre un troisième Américain, le jeune Sebastian Korda. Il s'incline début février d'entrée au 250 de Melbourne contre l'Américain Tommy Paul pour ce qui est leur premier duel. Il remporte la semaine suivante pour la première fois de sa carrière un match à l'Open d'Australie, en dominant son compatriote Daniel Evans et Roman Safiullin. Il est éliminé par l'Espagnol Rafael Nadal, numéro deux mondial en trois sets. 
Il continue d'aligner les performances honorables durant les mois suivants, avec deux huitièmes de finales à Rotterdam et Marseille, un quart de finale à Acapulco et un troisième tour perdu au Masters de Miami contre Taylor Fritz.
Les bons résultats suivent durant la saison sur terre battue, avec un quart de finale à Barcelone, stoppé comme à l'Open d'Australie par Rafael Nadal en quarts de finale. Il part ensuite pour le Portugal disputer le tournoi d'Estoril, durant lequel il élimine João Sousa, Pedro Martínez, le Chilien Cristian Garín (3-6, 7-5, 6-3) et le Croate Marin Čilić (7-65, 7-5). Il dispute début mai, la première finale de sa carrière sur terre battue, durant laquelle il s'incline contre l'Espagnol Albert Ramos-Viñolas en trois sets disputés (6-4, 3-6, 63-7). Il tombe contre un autre Espagnol, Alejandro Davidovich Fokina au deuxième tour du Masters de Rome après avoir passé les qualifications. 
Fin mai, et juste avant Roland-Garros, il se rend à Lyon en battant les locaux Corentin Moutet et Arthur Rinderknech et le numéro quatre mondial à court de forme Dominic Thiem en huitièmes de finale (sa deuxième victoire sur un Top 10, la première ayant lieu trois ans plus tôt à Lyon aussi). Puis Karen Khachanov qu'il affronte pour la troisième fois de l'année pour rejoindre sa deuxième finale en un mois. Il tombe néanmoins contre le numéro cinq mondial, Stéfanos Tsitsipás en deux manches (3-6, 3-6). Il s'incline à nouveau contre Nadal en trois manches lors du troisième tour de Roland-Garros.
Sur gazon, il dispute sa première finale ATP 500 en carrière au Queen's. Battant pour cela Albert Ramos-Viñolas en trois sets, Aslan Karatsev, le jeune Jack Draper et Denis Shapovalov, le tout en deux sets. Il perdra contre Matteo Berrettini au terme d'une rencontre plutôt accrochée (4-6, 7-65, 3-6). À Wimbledon, il perd au troisième tour contre Roger Federer en quatre manches.
Mi-juillet, au tournoi de Cabo San Lucas au Mexique, il s'invite en finale en passant Elias Ymer, Ernesto Escobedo et Taylor Fritz. Il s'adjuge son premier titre an carrière facilement (6-2, 6-2) contre Brandon Nakashima.
Norrie rebondit fin septembre à San Diego. Il passe Dominik Köpfer, Daniel Evans, Denis Shapovalov et fait tomber le 5e mondial, Andrey Rublev (3-6, 6-3, 6-4). En finale, il ne marque que deux jeux face à Casper Ruud. Avec ce retour de confiance, débute le Masters d'Indian Wells alors exempté de premier tour. Il passe Tennys Sandgren, Roberto Bautista-Agut et Tommy Paul le tout en trois manches pour atteindre les quarts. Il vainc facilement en 1 h 13 Diego Schwartzman pour rallier le dernier carré
 et disputer sa première finale dans cette catégorie, en faisant tomber Grigor Dimitrov en deux sets. Il fait face au surprenant Géorgien Nikoloz Basilashvili au dernier match. Alors mené (3-6, 1-2 break), il renverse en 1 h 49 la rencontre (3-6, 6-4, 6-1) pour remporter son deuxième titre de la saison et le premier Masters 1000 en carrière,.
Il participe au Masters en tant que remplaçant de Stéfanos Tsitsipás. Il s'incline contre Casper Ruud (1-6, 6-3, 6-4) en 1 h 51 et sèchement face à Novak Djokovic en 1 h 6 pour terminer avec aucune victoire.

### 2022:3eet4etitre en simple, entrée dans le top 10 et demi-finale à Wimbledon
Cameron Norrie commence l'année par quatre défaites consécutives contre l'Allemand Alexander Zverev, numéro 3 mondial, Félix Auger-Aliassime, Taylor Fritz et Sebastian Korda à l'Open d'Australie.
Il obtient ses premières victoires de l'année à Rotterdam, puis s'incline de nouveau contre le Canadien Félix Auger-Aliassime en quarts de finale.

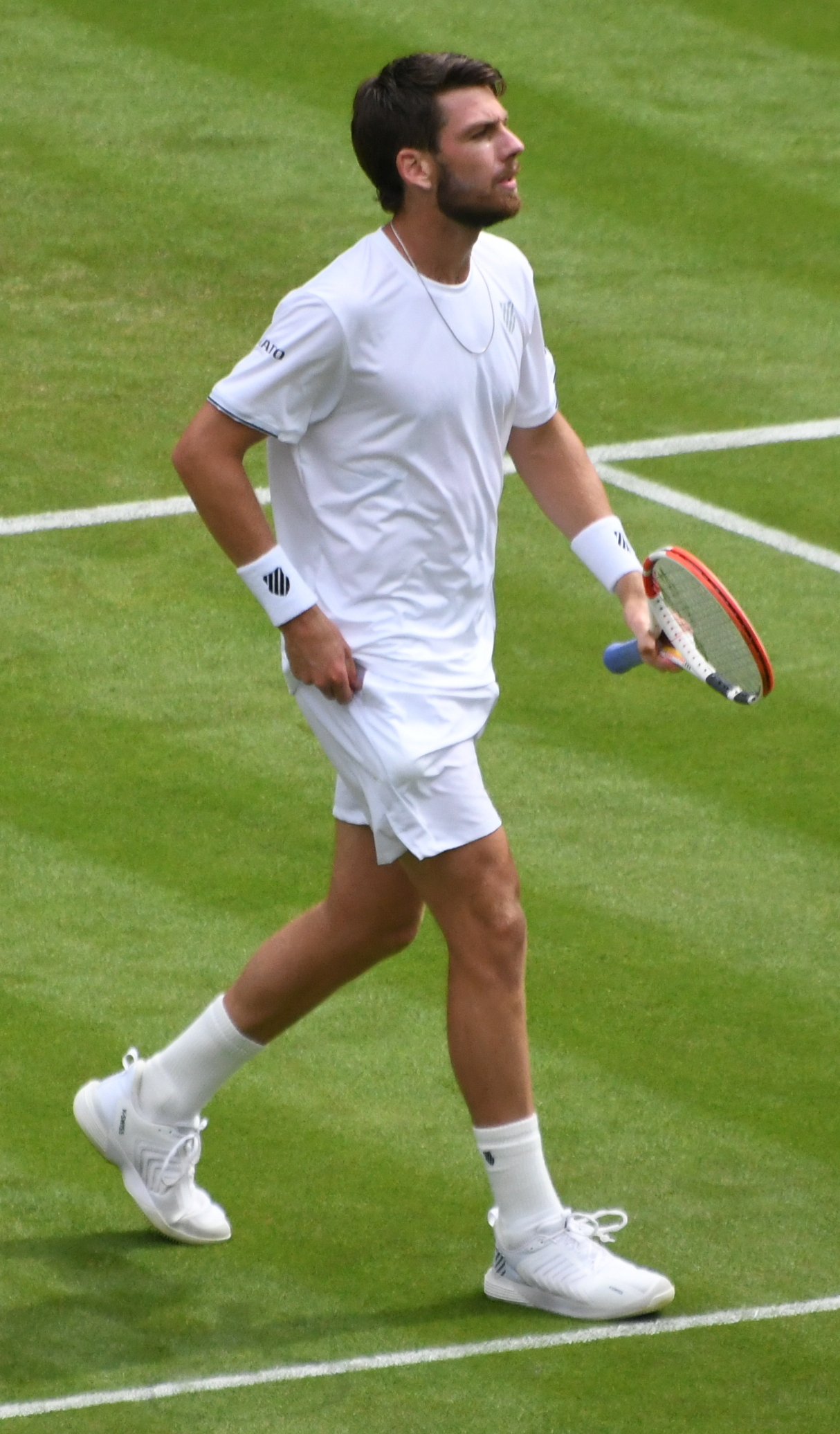
Cameron Norrie à Wimbledon en 2022.

Le 20 février, Cameron Norrie remporte son troisième titre sur le circuit ATP lors du Delray Beach Open, battant en finale l'Américain Reilly Opelka en deux sets (7-61, 7-64). Battant au passage Tommy Paul et prenant sa revanche sur Sebastian Korda. Il atteint ensuite la finale du tournoi d'Acapulco en battant successivement Daniel Altmaier, John Isner en trois sets, Peter Gojowczyk puis Stéfanos Tsitsipás (6-4, 6-4), numéro 4 mondial, avant de s'incliner contre Rafael Nadal en deux sets (4-6, 4-6). 
Alors tenant du titre, il est éliminé en quarts de finale du Masters d'Indian Wells par Carlos Alcaraz. Au passage, il bat à nouveau Nikoloz Basilashvili alors la finale de l'année passée. Puis par Casper Ruud en 1/8 de finale du Masters de Miami. Ce résultat lui permet néanmoins d'entrer dans le Top 10 pour la première fois de sa carrière.
La tournée sur terre battue est moins convaincante, avec une défaite dès le premier tour à Monte-Carlo contre Albert Ramos-Viñolas. Il s'incline en quarts de finale à Barcelone contre l'Australien Alex de Minaur, à Madrid de nouveau contre Carlos Alcaraz, puis contre Marin Čilić à Rome dès le deuxième tour. Juste avant le tournoi de Roland Garros, il gagne néanmoins son deuxième titre de la saison, le premier de sa carrière sur terre battue à Lyon en battant notamment Sebastián Báez (6-4, 4-6, 7-5)en quarts de finale, Holger Rune en demi-finale (6-2, 5-7, 6-4) et Alex Molčan en finale (6-3, 63-7, 6-1).
Durant le mois de mai, il atteint le troisième tour à Roland-Garros où il perd contre le Russe Karen Khachanov (2-6, 5-7, 7-5, 4-6), alors qu'il avait remporté sur terre battue, ses deux précédentes confrontations face au Russe.
Il effectue sa rentrée sur gazon au tournoi du Queen's. Il perd au premier tour contre le Bulgare Grigor Dimitrov (7-62, 1-6, 4-6). Fin juin, il est battu en quarts de finale à Eastbourne par l'Américain Maxime Cressy en deux sets (5-7, 5-7).
À Wimbledon, il passe Pablo Andújar puis mené deux manches à une contre Jaume Munar avant de s'imposer et atteignant la seconde seùmaine facilement contre Steve Johnson. Après avoir écarté lors des huitièmes de finale l’Américain Tommy Paul en 2 h 21 et en quarts de finale le Belge David Goffin (3-6, 7-5, 2-6, 6-3, 7-5) au terme d'une rencontre haletante de 3 h 28 de jeu,. Après le gain du premier set, Norrie s'incline finalement au porte de la finale face à Novak Djokovic (6-2, 3-6, 2-6, 4-6) et 2 h 34 de jeu.
Un mois après son parcours à Wimbledon, il part défendre son titre à Los Cabos au Mexique. Il y bat Tseng Chun-hsin, Radu Albot et le Canadien Félix Auger-Aliassime pour la première fois en cinq confrontations (6-4, 3-6, 6-3) en demi-finales. Il perd son titre contre le Russe Daniil Medvedev, numéro un mondial (5-7, 0-6).
Il part la semaine suivante au Canada, disputer le Masters de Montréal et perd en huitièmes de finale contre le local Félix Auger-Aliassime (3-6, 4-6). Mi-août, il élimine successivement à Cincinnati Holger Rune après une bataille serrée (7-65, 4-6, 6-4), son compatriote et ancien numéro un mondial Andy Murray, la surprise Ben Shelton, et le numéro 4 mondial, Carlos Alcaraz au terme d'un nouveau duel très disputé (7-64, 64-7, 6-4),. Il est battu par le futur vainqueur surprise du tournoi, le Croate Borna Ćorić en demi-finale (3-6, 4-6), mais réintègre à la faveur de ce résultat le top 10.
Il réalise son meilleur résultat à l'US Open début septembre, en atteignant pour la deuxième fois de sa carrière les huitièmes de finale d'un tournoi du Grand Chelem. Il y bat le Français Benoît Paire, le Portugais João Sousa et de nouveau le jeune Danois Holger Rune. Il est éliminé par le Russe Andrey Rublev en trois sets (4-6, 4-6, 4-6) en 2 h 26.
La suite de sa saison est plus compliquée, avec 3 défaites en 6 matchs disputés en Coupe Davis et à la Laver Cup. Il déclare forfait en quart de finale du tournoi de Séoul. 
Il est battu mi-octobre en quarts de finale du tournoi de Stockholm par la jeune Danois Holger Rune, puis au deuxième tour à Vienne contre Marcos Giron.

### 2023: 2 finales à Auckland et Buenos Aires et5etitre à Rio de Janeiro
Cameron Norrie commence l'année avec des victoires sur Alex de Minaur (6-3, 6-3), le 2e mondial, Rafael Nadal (3-6, 6-3, 6-4) et le 9e mondial, Taylor Fritz (6-4, 5-7, 6-4) en United Cup. Puis, il enchaîne avec une finale à Auckland dans le pays de son enfance. Il la perd contre le Français Richard Gasquet (6-4, 4-6, 4-6) après s'être imposé contre le Tchèque Jiří Lehečka et les Américains Marcos Giron et Jenson Brooksby. Tête de série numéro onze à l'Open d'Australie, il écarte les Français Luca Van Assche (7-63, 6-0, 6-3) et Constant Lestienne (6-3, 3-6, 7-62, 6-3) mais est battu au troisième tour par l'étonnant Tchèque Jiří Lehečka, novice à ce niveau, en cinq sets (7-68, 3-6, 6-3, 1-6, 4-6). 
Mi-février, il écarte lors du tournoi de Buenos Aires deux Argentins, l'invité Facundo Díaz Acosta (4-6, 7-5, 7-66) et Tomás Martín Etcheverry (5-7, 6-0, 6-3) et le Péruvien qualifié Juan Pablo Varillas (7-65, 6-4) pour jouer sa deuxième finale de l'année. Il est battu par l'Espagnol numéro deux mondial Carlos Alcaraz (3-6, 5-7).
Il s'engage la semaine suivante à l'ATP 500 de Rio de Janeiro, où il écarte au premier tour l'Argentin Juan Manuel Cerúndolo (7-5, 6-1). Il bat ensuite Thiago Monteiro (7-5, 7-5) puis Hugo Dellien (4-6, 6-1, 6-4). En demi-finale, il vient à bout de l'Espagnol Bernabé Zapata Miralles (6-2, 3-6, 7-63) et rejoint en finale Carlos Alcaraz, contre qui il s'était incliné une semaine auparavant au même stade de la compétition à Buenos Aires. Il prend sa revanche sur l'Espagnol (5-7, 6-4, 7-5) et remporte ainsi le 5e titre de sa carrière.
Mi-mars, il joue le Masters 1000 d'Indian Wells qu'il a déjà emporté deux ans auparavant. Il remporte deux victoires sur les qualifiés Wu Tung-Lin (6-2, 6-4) et Taro Daniel (65-7, 7-5, 6-2), puis bat pour la quatrième fois de l'année un autre joueur du Top 10, Andrey Rublev (6-2, 6-4). Comme l'année dernière[C'est-à-dire ?], il s'arrête en quarts de finale contre l'Américain Frances Tiafoe (4-6, 4-6). Il échoue ensuite d'entrée à Miami contre le Français Grégoire Barrère (3-6, 2-6) et à Monte-Carlo contre l'Argentin Francisco Cerúndolo (3-6, 4-6).
Il remporte son premier match sur terre battue à Barcelone la semaine suivante contre le qualifié Russe Pavel Kotov (6-1, 6-2) mais ne parvient pas à enchaîner contre l'Italien Lorenzo Musetti (6-3, 4-6, 1-6). Au Masters de Madrid, il s'incline également après avoir remporté un match contre le Chinois Zhang Zhizhen, 99ème mondial (6-2, 62-7, 62-7). Il dépasse le deuxième tour à Rome pour la première fois de sa carrière par la suite en gagnant un match contre le Français qualifié Alexandre Müller (6-2, 6-3) et emporte pour la première fois depuis deux mois deux matchs d'affilée (victoire sur Márton Fucsovics 6-2, 7-64). Il affronte en huitièmes de finale le numéro un et tenant du titre Novak Djokovic et s'incline logiquement (3-6, 4-6). 
Il part pour Lyon la semaine suivante pour défendre son titre. Il élimine l'ancien Top 10 David Goffin (6-3, 6-4) et l'Argentin Sebastián Báez (6-2, 2-6, 6-1) mais sort contre un autre Argentin, Francisco Cerúndolo en ne gagnant que trois jeux (3-6, 0-6). Il joue fin mai le Grand Chelem de Roland-Garros et y remporte deux matchs, un premier compliqué contre le Français Benoît Paire, invité par les organisateurs (7-5, 4-6, 3-6, 6-1, 6-4) et un second plus simple contre l'ancien Top 10 Lucas Pouille, lui aussi Français (6-1, 6-3, 6-3). Néanmoins il voit son parcours stoppé au troisième tour par le jeune Italien Lorenzo Musetti (1-6, 2-6, 4-6).
Il gagne deux nouveaux matchs au Queen's contre Miomir Kecmanović (6-4, 7-65) et contre l'Australien Jordan Thompson (4-6, 6-3, 6-2), finaliste à Bois-Le-Duc la semaine passée. Il s'incline contre l'Américain Sebastian Korda, de retour sur le circuit (4-6, 61-7). Attendu à Wimbledon en raison de sa demi-finale de l'an passé, il déçoit en s'inclinant au deuxième tour contre une des surprises du tournoi, l'Américain Christopher Eubanks (3-6, 6-3, 2-6, 63-7). 
Il prépare la tournée américaine à Los Cabos mais s'incline d'entrée contre l'Américain Aleksandar Kovacevic, 124e au classement ATP (7-5, 67-7, 4-6) et à l'Open du Canada contre l'Australien Alex de Minaur (5-7, 4-6), finaliste à Los Cabos quelques jours avant et futur finaliste du Masters 1000 quelques jours plus tard. Demi-finaliste l'année passée à Cincinnati, il enchaîne une quatrième défaite consécutive à Cincinnati contre le vétéran et 276e mondial en forme, Gaël Monfils (6-3, 4-6, 3-6). 
Il met fin à sa mauvaise série à l'US Open, où il s'impose contre le Russe Alexander Shevchenko (6-3, 6-2, 6-2) et le Taïwanais qualifié Hsu Yu-hsiou (7-5, 6-4, 6-4) mais s'incline au troisième tour contre l'Italien Matteo Arnaldi, qui n'avait encore jamais disputé le Grand Chelem américain (3-6, 4-6, 3-6). Il enchaîne avec de nouvelles défaites au premier tour lors de la tournée asiatique à Pékin contre le Russe Andrey Rublev, sixième joueur mondial (6-4, 1-6, 4-6) et au Masters de Shanghai contre Jeffrey John Wolf (3-6, 7-5, 64-7).

### 2024. Finale à Metz et sortie du top 20
Il démarre d'une belle manière sa saison en enchaînant trois victoires à l'Open d'Australie pour la première fois de sa carrière contre le Péruvien Juan Pablo Varillas (6-4, 6-4, 6-2) et un match en cinq sets face au qualifié Italien Giulio Zeppieri (3-6, 64-7, 6-2, 6-4, 6-4) contre lequel il remonte un handicap de deux manches à zéro. Il écarte au troisième tour le onzième mondial, Casper Ruud qu'il n'avait jamais battu (6-4, 67-7, 6-4, 6-3) et joue son huitièmes de finale contre le numéro six au classement ATP, l'Allemand Alexander Zverev. Le Britannique emmène son adversaire dans un combat en cinq sets mais ne peut remporter le match (5-7, 6-3, 3-6, 6-4, 63-7).
Tenant du titre à Rio de Janeiro, il démarre de manière impeccable son tournoi 2024 en battant facilement Hugo Dellien (6-3, 6-2) et le Chilien Tomás Barrios Vera (6-1, 6-1) avant de céder une manche contre le local Thiago Seyboth Wild (6-1, 3-6, 6-2). Il affronte en demi-finale le surprenant Argentin qualifié Mariano Navone, 113e mondial et perd le match (4-6, 2-6).
Il fait un troisième tour à Wimbledon en disposant de son compatriote Jack Draper en trois sets mais perdant à nouveau contre l'Allemand Alexander Zverev.
En novembre, il joue une quinzième finale ATP en carrière à l'issue de son dernier tournoi de l'année à Metz où il domine laborieusement l'Espagnol Roberto Carballés Baena (3-6, 6-4, 6-3), le Belge Zizou Bergs (6-3, 66-7, 6-1) ainsi que les Français Luca Van Assche (6-3, 3-6, 6-1) et Corentin Moutet (6-2, 7-65) avant de subir la loi de Benjamin Bonzi (66-7, 4-6), qui reste sur vingt victoires sur ses 21 derniers matchs et qui remporte à 28 ans son premier titre sur le circuit ATP.

### 2025. 1/4 à Wimbledon et 1/8eà Roland Garros
Il élimine en mai l'ancien numéro un Daniil Medvedev au premier tour de Roland-Garros, en cinq sets (7-5, 6-3, 4-6, 1-6, 7-5), puis se montre solide contre le repêché Federico Gomez (7-67, 6-2, 6-1) et face à son compatriote Jacob Fearnley (6-3, 7-61, 6-2), parvenant pour la première fois de sa carrière en huitième de finale lors du Grand Chelem parisien. Il est néanmoins sorti à ce stade par la légende Novak Djokovic (2-6, 3-6, 2-6), qui remporte ainsi son centième match ici.
Il joue début juillet au Temple et s'accroche, gagnant de longs matchs contre le vétéran ancien demi-finaliste Roberto Bautista-Agut (6-3, 3-6, 6-4, 7-63), la tête de série numéro douze Frances Tiafoe (4-6, 6-4, 6-3, 7-5) et le géant Chilien Nicolás Jarry en huitièmes (6-3, 7-64, 67-7, 65-7, 6-3) après avoir sorti Mattia Bellucci (7-65, 6-4, 6-3) qui venait de remporter ses premiers match à Wimbledon. Il joue ainsi pour la deuxième fois de sa carrière les quarts de finale du tournoi Britannique et s'incline logiquement face au double tenant du titre et récent vainqueur à Roland Garros, Carlos Alcaraz (2-6, 3-6, 3-6).

## Palmarès

### Titres en simple messieurs
| No | Date       | Nom et lieu du tournoi                          | Catégorie    | Dotation    | Surface      | Finaliste            | Score          |          |
| -- | ---------- | ----------------------------------------------- | ------------ | ----------- | ------------ | -------------------- | -------------- | -------- |
| 1  | 19-07-2021 | Mifel Open, Cabo San Lucas                      | ATP 250      | 598 545 $   | Dur (ext.)   | Brandon Nakashima    | 6-2, 6-2       | Parcours |
| 2  | 07-10-2021 | BNP Paribas Open, Indian Wells                  | Masters 1000 | 8 359 455 $ | Dur (ext.)   | Nikoloz Basilashvili | 3-6, 6-4, 6-1  | Parcours |
| 3  | 14-02-2022 | Delray Beach Open by VITACOST.com, Delray Beach | ATP 250      | 593 895 $   | Dur (ext.)   | Reilly Opelka        | 7-61, 7-64     | Parcours |
| 4  | 15-05-2022 | Open Parc Auvergne-Rhône-Alpes Lyon, Lyon       | ATP 250      | 534 555 €   | Terre (ext.) | Alex Molčan          | 6-3, 63-7, 6-1 | Parcours |
| 5  | 20-02-2023 | Rio Open presented by Claro, Rio de Janeiro     | ATP 500      | 2 013 940 $ | Terre (ext.) | Carlos Alcaraz       | 5-7, 6-4, 7-5  | Parcours |

### Finales en simple messieurs
| No | Date       | Nom et lieu du tournoi                     | Catégorie | Dotation    | Surface      | Vainqueur            | Score          |          |
| -- | ---------- | ------------------------------------------ | --------- | ----------- | ------------ | -------------------- | -------------- | -------- |
| 1  | 07-01-2019 | ASB Classic, Auckland                      | ATP 250   | 527 880 $   | Dur (ext.)   | Tennys Sandgren      | 6-4, 6-2       | Parcours |
| 2  | 26-04-2021 | Millennium Estoril Open, Estoril           | ATP 250   | 419 470 €   | Terre (ext.) | Albert Ramos Viñolas | 4-6, 6-3, 7-63 | Parcours |
| 3  | 17-05-2021 | Open Parc Auvergne-Rhône-Alpes Lyon, Lyon  | ATP 250   | 419 470 €   | Terre (ext.) | Stéfanos Tsitsipás   | 6-3, 6-3       | Parcours |
| 4  | 14-06-2021 | Fever-Tree Championships, Londres          | ATP 500   | 1 290 135 € | Gazon (ext.) | Matteo Berrettini    | 6-4, 65-7, 6-3 | Parcours |
| 5  | 27-09-2021 | San Diego Open, San Diego                  | ATP 250   | 600 000 $   | Dur (ext.)   | Casper Ruud          | 6-0, 6-2       | Parcours |
| 6  | 21-02-2022 | Abierto Mexicano Telcel por HSBC, Acapulco | ATP 500   | 1 678 065 $ | Dur (ext.)   | Rafael Nadal         | 6-4, 6-4       | Parcours |
| 7  | 01-08-2022 | Abierto de Tenis Mifel, Cabo San Lucas     | ATP 250   | 822 110 $   | Dur (ext.)   | Daniil Medvedev      | 7-5, 6-0       | Parcours |
| 8  | 09-01-2023 | ASB Classic, Auckland                      | ATP 250   | 642 735 $   | Dur (ext.)   | Richard Gasquet      | 4-6, 6-4, 6-4  | Parcours |
| 9  | 13-02-2023 | Argentina Open, Buenos Aires               | ATP 250   | 626 595 $   | Terre (ext.) | Carlos Alcaraz       | 6-3, 7-5       | Parcours |
| 10 | 03-11-2024 | Moselle Open, Metz                         | ATP 250   | 579 320 €   | Dur (int.)   | Benjamin Bonzi       | 7-66, 6-4      | Parcours |

### Titre en double messieurs
| No | Date       | Nom et lieu du tournoi          | Catégorie | Dotation  | Surface      | Partenaire  | Finalistes                 | Score    |          |
| -- | ---------- | ------------------------------- | --------- | --------- | ------------ | ----------- | -------------------------- | -------- | -------- |
| 1  | 30-04-2018 | Millennium Estoril Open Estoril | ATP 250   | 501 345 € | Terre (ext.) | Kyle Edmund | Wesley Koolhof Artem Sitak | 6-4, 6-2 | Parcours |

## Parcours dans les tournois duGrand Chelem

### En simple
| Année | Open d'Australie | Open d'Australie  | Internationaux de France | Internationaux de France | Wimbledon       | Wimbledon           | US Open         | US Open              |
| ----- | ---------------- | ----------------- | ------------------------ | ------------------------ | --------------- | ------------------- | --------------- | -------------------- |
| 2017  | —                | —                 | —                        | —                        | 1er tour (1/64) | Jo-Wilfried Tsonga  | 2e tour (1/32)  | Pablo Carreño Busta  |
| 2018  | —                | —                 | 2e tour (1/32)           | Lucas Pouille            | 1er tour (1/64) | Aljaž Bedene        | 2e tour (1/32)  | Dušan Lajović        |
| 2019  | 1er tour (1/64)  | Taylor Fritz      | 1er tour (1/64)          | Elliot Benchetrit        | 2e tour (1/32)  | Kei Nishikori       | 1er tour (1/64) | Grégoire Barrère     |
| 2020  | 1er tour (1/64)  | P.-H. Herbert     | 1er tour (1/64)          | Daniel Elahi Galán       | Annulé          | Annulé              | 3e tour (1/16)  | A. Davidovich Fokina |
| 2021  | 3e tour (1/16)   | Rafael Nadal      | 3e tour (1/16)           | Rafael Nadal             | 3e tour (1/16)  | Roger Federer       | 1er tour (1/64) | Carlos Alcaraz       |
| 2022  | 1er tour (1/64)  | Sebastian Korda   | 3e tour (1/16)           | Karen Khachanov          | 1/2 finale      | Novak Djokovic      | 1/8 de finale   | Andrey Rublev        |
| 2023  | 3e tour (1/16)   | Jiří Lehečka      | 3e tour (1/16)           | Lorenzo Musetti          | 2e tour (1/32)  | Christopher Eubanks | 3e tour (1/16)  | Matteo Arnaldi       |
| 2024  | 1/8 de finale    | Alexander Zverev  | 1er tour (1/64)          | Pavel Kotov              | 3e tour (1/16)  | Alexander Zverev    | —               | —                    |
| 2025  | 1er tour (1/64)  | Matteo Berrettini | 1/8 de finale            | Novak Djokovic           | 1/4 de finale   | Carlos Alcaraz      |                 |                      |

N.B. : à droite du résultat se trouve le nom de l'ultime adversaire.

### En double messieurs
| Année | Open d'Australie                                                                    | Open d'Australie                                                                       | Internationaux de France                                                                  | Internationaux de France                                                                 | Wimbledon                                                                                | Wimbledon                                                                                  | US Open | US Open |
| ----- | ----------------------------------------------------------------------------------- | -------------------------------------------------------------------------------------- | ----------------------------------------------------------------------------------------- | ---------------------------------------------------------------------------------------- | ---------------------------------------------------------------------------------------- | ------------------------------------------------------------------------------------------ | ------- | ------- |
| 2018  | —                                                                                   | —                                                                                      | —                                                                                         | —                                                                                        | 1er tour (1/32) Jay Clarke \|\| style="text-align:left;" \| Marcelo Arévalo H. Podlipnik | 1er tour (1/32) D. Schwartzman \|\| style="text-align:left;" \| Dušan Lajović S. Tsitsipás |         |         |
| 2019  | 2e tour (1/16) Taylor Fritz \|\| style="text-align:left;" \| Jack Sock J. Withrow   | 2e tour (1/16) Daniel Evans \|\| style="text-align:left;" \| Robin Haase F. Nielsen    | 2e tour (1/16) Jaume Munar \|\| style="text-align:left;" \| Marcus Daniell Wesley Koolhof | 2e tour (1/16) Daniel Evans \|\| style="text-align:left;" \| J. S. Cabal Robert Farah    |                                                                                          |                                                                                            |         |         |
| 2020  | —                                                                                   | —                                                                                      | 2e tour (1/16) M. Fucsovics \|\| style="text-align:left;" \| J. Chardy F. Martin          | Annulé                                                                                   | Annulé                                                                                   | —                                                                                          | —       |         |
| 2021  | 1er tour (1/32) M. Giron \|\| style="text-align:left;" \| Jamie Murray Bruno Soares | 1er tour (1/32) J. O'Mara \|\| style="text-align:left;" \| P.-H. Herbert Nicolas Mahut | 1/8 de finale Jaume Munar \|\| style="text-align:left;" \| A. Göransson Casper Ruud       | 1er tour (1/32) J.-L. Struff \|\| style="text-align:left;" \| Simone Bolelli M. González |                                                                                          |                                                                                            |         |         |

N.B. : le nom du partenaire se trouve sous le résultat ; les noms des ultimes adversaires se trouvent à droite.

### En double mixte
| Année | Open d'Australie | Open d'Australie | Internationaux de France | Internationaux de France | Wimbledon                                                                          | Wimbledon | US Open | US Open |
| ----- | ---------------- | ---------------- | ------------------------ | ------------------------ | ---------------------------------------------------------------------------------- | --------- | ------- | ------- |
| 2017  | —                | —                | —                        | —                        | 1er tour (1/32) Katie Swan \|\| style="text-align:left;" \| An. Rodionova M. Elgin | —         | —       |         |

N.B. : le nom de la partenaire se trouve sous le résultat ; les noms des ultimes adversaires se trouvent à droite.

## Parcours dans lesMasters 1000
| Année | Indian Wells             | Miami                 | Monte-Carlo             | Madrid                   | Rome                      | Canada                 | Cincinnati          | Shanghai            | Paris                  |
| ----- | ------------------------ | --------------------- | ----------------------- | ------------------------ | ------------------------- | ---------------------- | ------------------- | ------------------- | ---------------------- |
| 2018  | 1er tour T. Daniel       | 1er tour N. Jarry     | —                       | —                        | —                         | —                      | —                   | —                   | —                      |
| 2019  | 1er tour F. Auger        | 1er tour J. Thompson  | 1/8 de finale L. Sonego | —                        | 2e tour B. Ćorić          | 2e tour A. Zverev      | —                   | 2e tour D. Medvedev | 1er tour M. Raonic     |
| 2020  | n.o.                     | n.o.                  | n.o.                    | n.o.                     | —                         | n.o.                   | 1er tour R. Opelka  | n.o.                | —                      |
| 2021  | Victoire N. Basilashvili | 3e tour T. Fritz      | —                       | —                        | 2e tour A. Davidovich     | 1er tour K. Khachanov  | 1er tour J. Isner   | n.o.                | 1/8 de finale T. Fritz |
| 2022  | 1/4 de finale C. Alcaraz | 1/8 de finale C. Ruud | 2e tour A. Ramos        | 1/8 de finale C. Alcaraz | 2e tour M. Čilić          | 1/8 de finale F. Auger | 1/2 finale B. Ćorić | n.o.                | 2e tour C. Moutet      |
| 2023  | 1/4 de finale F. Tiafoe  | 2e tour G. Barrère    | 1er tour F. Cerúndolo   | 3e tour Zhang Z.         | 1/8 de finale N. Djokovic | 1er tour A. de Minaur  | 1er tour G. Monfils | 2e tour J. J. Wolf  | —                      |
| 2024  | 3e tour G. Monfils       | 3e tour D. Medvedev   | 1er tour K. Khachanov   | 3e tour C. Ruud          | 3e tour S. Tsitsipás      | —                      | —                   | —                   | —                      |
| 2025  | 3e tour T. Paul          | 1er tour Bu Y.        | —                       | 3e tour G. Diallo        | 2e tour D. Medvedev       | 2e tour A. Vukic       | 2e tour R. Bautista |                     |                        |

N.B. : sous le résultat se trouve le nom de l’ultime adversaire.

## Parcours auMasters
| Année | Lieu  | Résultat                 | Tour | Adversaires                | Victoire / Défaite | Scores                 |
| ----- | ----- | ------------------------ | ---- | -------------------------- | ------------------ | ---------------------- |
| 2021  | Turin | Round Robin (Remplaçant) | RR   | Casper Ruud Novak Djokovic | Défaite            | 6-1, 3-6, 4-6 2-6, 1-6 |

## Parcours enCoupe Davis
| #                                                                                          | Date          | Lieu       | Surface             | Gagnant(s)              | Perdant(s)            | Score                    |          |
|                                                                                            |               |            |                     |                         |                       |                          |          |
| 2018 - 1er tour (groupe mondial) - Espagne - Grande-Bretagne 3 : 1                         |               |            |                     |                         |                       |                          |          |
| 1                                                                                          | 02-04/02/2018 | Marbella   | Terre battue (ext.) | Cameron Norrie          | Roberto Bautista-Agut | 4-6, 3-6, 6-3, 6-2, 6-2  | Parcours |
| 1                                                                                          | 02-04/02/2018 | Marbella   | Terre battue (ext.) | Albert Ramos-Viñolas    | Cameron Norrie        | 7-64, 2-6, 7-64, 6-2     | Parcours |
|                                                                                            |               |            |                     |                         |                       |                          |          |
| 2018 - play-off (groupe mondial) - Grande-Bretagne - Ouzbékistan 3 : 1                     |               |            |                     |                         |                       |                          |          |
| 2                                                                                          | 14-16/09/2018 | Glasgow    | Dur (int.)          | Jurabek Karimov         | Cameron Norrie        | 0-6, 5-7, 7-66, 6-2, 6-2 | Parcours |
| 2                                                                                          | 14-16/09/2018 | Glasgow    | Dur (int.)          | Cameron Norrie          | Sanjar Fayziev        | 6-2, 6-2, 6-0            | Parcours |
|                                                                                            |               |            |                     |                         |                       |                          |          |
| 2020-2021 - Phase de poules (groupe mondial - Groupe A) - France - Grande-Bretagne 1 : 2   |               |            |                     |                         |                       |                          |          |
| 3                                                                                          | 27/11/2021    | Innsbruck  | Dur (int.)          | Cameron Norrie          | Arthur Rinderknech    | 6-2, 7-68                | Parcours |
|                                                                                            |               |            |                     |                         |                       |                          |          |
| 2020-2021 - Phase de poules (groupe mondial - Groupe A) - Grande-Bretagne - Tchéquie 2 : 1 |               |            |                     |                         |                       |                          |          |
| 4                                                                                          | 28/11/2021    | Innsbruck  | Dur (int.)          | Cameron Norrie          | Jiří Lehečka          | 6-1, 2-6, 6-1            | Parcours |
|                                                                                            |               |            |                     |                         |                       |                          |          |
| 2020-2021 - 1/4 de finale (groupe mondial) - Grande-Bretagne - Allemagne 1 : 2             |               |            |                     |                         |                       |                          |          |
| 5                                                                                          | 30/11/2021    | Innsbruck  | Dur (int.)          | Jan-Lennard Struff      | Cameron Norrie        | 7-66, 3-6, 6-2           | Parcours |
|                                                                                            |               |            |                     |                         |                       |                          |          |
| 2022 - Phase de poules (groupe mondial - Groupe D) - Grande-Bretagne - États-Unis 1 : 2    |               |            |                     |                         |                       |                          |          |
| 6                                                                                          | 14/09/2022    | Glasgow    | Dur (int.)          | Cameron Norrie          | Taylor Fritz          | 2-6, 7-62, 7-5           | Parcours |
|                                                                                            |               |            |                     |                         |                       |                          |          |
| 2022 - Phase de poules (groupe mondial - Groupe D) - Grande-Bretagne - Pays-Bas 1 : 2      |               |            |                     |                         |                       |                          |          |
| 7                                                                                          | 16/09/2022    | Glasgow    | Dur (int.)          | Botic van de Zandschulp | Cameron Norrie        | 6-4, 6-2                 | Parcours |
|                                                                                            |               |            |                     |                         |                       |                          |          |
| 2022 - Phase de poules (groupe mondial - Groupe D) - Grande-Bretagne - Kazakhstan 2 : 1    |               |            |                     |                         |                       |                          |          |
| 8                                                                                          | 18/09/2022    | Glasgow    | Dur (int.)          | Alexander Bublik        | Cameron Norrie        | 6-4, 6-3                 | Parcours |
|                                                                                            |               |            |                     |                         |                       |                          |          |
| 2023 - 1er tour (groupe mondial) - Colombie - Grande-Bretagne 1 : 3                        |               |            |                     |                         |                       |                          |          |
| 9                                                                                          | 03-04/02/2023 | Cota       | Terre battue (ext.) | Cameron Norrie          | Nicolás Barrientos    | 6-2, 7-5                 | Parcours |
| 9                                                                                          | 03-04/02/2023 | Cota       | Terre battue (ext.) | Cameron Norrie          | Nicolás Mejía         | 6-4, 6-4                 | Parcours |
|                                                                                            |               |            |                     |                         |                       |                          |          |
| 2023 - Phase de poules (groupe mondial - Groupe D) - Grande-Bretagne - Suisse 2 : 1        |               |            |                     |                         |                       |                          |          |
| 10                                                                                         | 15/09/2023    | Manchester | Dur (int.)          | Stanislas Wawrinka      | Cameron Norrie        | 7-5, 6-4                 | Parcours |
|                                                                                            |               |            |                     |                         |                       |                          |          |
| 2023 - Phase de poules (groupe mondial - Groupe D) - Grande-Bretagne - France 2 : 1        |               |            |                     |                         |                       |                          |          |
| 11                                                                                         | 17/09/2023    | Manchester | Dur (int.)          | Ugo Humbert             | Cameron Norrie        | 7-65, 3-6, 7-5           | Parcours |
|                                                                                            |               |            |                     |                         |                       |                          |          |
| 2023 - 1/4 de finale (groupe mondial) - Serbie - Grande-Bretagne - 2 : 0                   |               |            |                     |                         |                       |                          |          |
| 12                                                                                         | 23/11/2023    | Malaga     | Dur (int.)          | Novak Djokovic          | Cameron Norrie        | 6-4, 6-4                 | Parcours |

## Confrontations avec ses principaux adversaires
Confrontations lors des différents tournois ATP et en Coupe Davis avec ses principaux adversaires (6 confrontations minimum et avoir été membre du top 10). Classement par pourcentage de victoires. Situation au 23 juillet 2025 :
| Joueur                | Meilleur classement | Confrontations | Victoires | Défaites | Pourcentage de victoires | Dernière confrontation                             |
| --------------------- | ------------------- | -------------- | --------- | -------- | ------------------------ | -------------------------------------------------- |
| Novak Djokovic        | 1                   | 6              | 0         | 6        | 0                        | défaite (2-6, 3-6, 2-6) à Roland-Garros 2025       |
| Alexander Zverev      | 2                   | 6              | 0         | 6        | 0                        | défaite (4-6, 4-6, 615-7) à Wimbledon 2024         |
| Félix Auger-Aliassime | 6                   | 6              | 1         | 5        | 16,7                     | défaite (3-6, 4-6) au Masters du Canada 2022       |
| Rafael Nadal          | 1                   | 6              | 1         | 5        | 16,7                     | défaite (4-6, 4-6) au tournoi de Båstad 2024       |
| Carlos Alcaraz        | 1                   | 7              | 2         | 5        | 28,6                     | défaite (2-6, 3-6, 3-6) à Wimbledon 2025           |
| Taylor Fritz          | 4                   | 14             | 6         | 8        | 42,9                     | défaite (65-7, 4-6) à l'United Cup 2023            |
| Karen Khachanov       | 8                   | 7              | 3         | 4        | 42,9                     | défaite (5-7, 63-7) au Masters de Monte-Carlo 2024 |

## Victoires sur le top 10
Toutes ses victoires sur des joueurs classés dans le top 10 de l'ATP lors de la rencontre.
| Légende                |
| Grand Chelem           |
| Masters 1000           |
| 500 Series             |
| 250 Series             |
| Coupe Davis United Cup |

| #  | C.N.   | Tournoi        | Année | Surface      | Adversaire            | Rang  | Tour   | Score           |
| -- | ------ | -------------- | ----- | ------------ | --------------------- | ----- | ------ | --------------- |
| 1  | no 102 | Lyon           | 2018  | Terre battue | John Isner            | no 10 | 1/4    | 7-61, 6-4       |
| 2  | no 49  | Lyon           | 2021  | Terre battue | Dominic Thiem         | no 4  | 1/8    | 6-3, 6-2        |
| 3  | no 28  | San Diego      | 2021  | Dur          | Andrey Rublev         | no 5  | 1/2    | 3-6, 6-3, 6-4   |
| 4  | no 12  | Acapulco       | 2022  | Dur          | Stéfanos Tsitsipás    | no 4  | 1/2    | 6-4, 6-4        |
| 5  | no 12  | Los Cabos      | 2022  | Dur          | Félix Auger-Aliassime | no 9  | 1/2    | 6-4, 3-6, 6-3   |
| 6  | no 11  | Cincinnati     | 2022  | Dur          | Carlos Alcaraz        | no 4  | 1/4    | 7-64, 64-7, 6-4 |
| 7  | no 14  | United Cup     | 2023  | Dur          | Rafael Nadal          | no 2  | Poules | 3-6, 6-3, 6-4   |
| 8  | no 14  | United Cup     | 2023  | Dur          | Taylor Fritz          | no 9  | Poules | 6-4, 5-7, 6-4   |
| 9  | no 13  | Rio de Janeiro | 2023  | Terre battue | Carlos Alcaraz        | no 2  | Finale | 5-7, 6-4, 7-5   |
| 10 | no 12  | Indian Wells   | 2023  | Dur          | Andrey Rublev         | no 7  | 1/8    | 6-2, 6-4        |
| 11 | no 41  | Washington     | 2025  | Dur          | Lorenzo Musetti       | no 7  | 1/16   | 3-6, 6-2, 6-3   |

## Classements ATP en fin de saison
| Année          | 2013 | 2014 | 2015 | 2016 | 2017 | 2018 | 2019 | 2020 | 2021 | 2022 | 2023 | 2024 |
| Rang en simple | 980  | 658  | 743  | 278  | 114  | 91   | 53   | 71   | 12   | 14   | 18   | 49   |
| Rang en double | 1108 | 1027 | –    | 574  | 581  | 200  | 159  | 187  | 148  | 160  | 193  | –    |

Source : (en) Classements de Cameron Norrie sur le site officiel de la Fédération internationale de tennis